# 1659
Évszázadok: 16. század – 17. század – 18. század
Évtizedek: 1600-as évek – 1610-es évek – 1620-as évek – 1630-as évek – 1640-es évek – 1650-es évek – 1660-as évek – 1670-es évek – 1680-as évek – 1690-es évek – 1700-as évek
Évek: 1654 – 1655 – 1656 – 1657 –  1658 – 1659 – 1660 – 1661 – 1662 – 1663 – 1664

## Események

### Határozott dátumú események
- november 7. – A pireneusi békeszerződés[1] lezárja az 1635 óta tartó francia-spanyol háborút.

### Határozatlan dátumú események
- március – Szejdi Ahmedet nevezik ki budai pasává.[2]
- december – Gheorghe Ghica trónralépése után Havasalföld fővárosa Bukarest lesz.[3]

## Az év témái

### 1659 az irodalomban
- november 18. – Molière darabja, a Kényeskedők bemutatkozik a Petit-Bourbon-ban.[4]

## Születések
- augusztus 1. – Sebastiano Ricci itáliai festő († 1734)
- szeptember 10. – Henry Purcell angol zeneszerző († 1695)

## Halálozások
- december 31. – Apáczai Csere János, szakíró, tanár (* 1625)